# الکساندر شیمکو
الکساندر شیمکو (اوکراینی: Олександр Шимко؛ زادهٔ ۱ ژانویهٔ ۱۹۷۷) آهنگساز، و نوازنده پیانو اهل اوکراین است.